# Ле Нурри, Никола
Дени Никола Ле Нурри (фр. Le Nourry, Nicolas; 18 февраля 1647 — 24 марта 1724) — французский монах-бенедиктинец, маврист, научный писатель.
Родился в Дьепе, Нормандия. Начальное религиозное образование получил у монахов оратория в родном городе, 8 июля 1665 года вступил в орден бенедиктинцев. После завершения получения богословского образования и рукоположения в священники был отправлен в Руан. Умер в Сен-Жерменском аббатстве.
Помогал Жану Гаре (англ. Jean Garet) в работе над трудом «Cassiodorus» (1679), для которого написал предисловие. Более всего изданием «Apparatus ad bibliothecam patrum maximan» (Париж, 2 тома, 1703 и 1715), крупным исследованием об отцах церкви и церковных писателях четырёх первых веков нашей эры. Принимал также участие в работах по критическому изданию сочинений св. Амвросия Медиоланского (Руан, 1686 и 1690 годы) и издал в 1710 году в Париже сочинение «De mortibus persecutorum», которое он не признавал произведением Лактанция, а считал работой Луция Целия.